# Dicksonia lanata
Dicksonia lanata là một loài dương xỉ trong họ Dicksoniaceae. Loài này được Colenso mô tả khoa học đầu tiên..
Danh pháp khoa học của loài này chưa được làm sáng tỏ. 